# Wyśmierzyce
Wyśmierzyce ist eine Stadt in der Woiwodschaft Masowien in Polen. Sie ist Sitz der gleichnamigen Stadt-und-Land-Gemeinde mit 2767 Einwohnern (Stand 31. Dezember 2020).
Bis zur erneuten Stadterhebung Wiślicas 2018 war Wyśmierzyce die kleinste Stadt Polens, seit 2019 trägt Opatowiec nach erneuter Stadterhebung diesen Titel.

## Geschichte
1338 erhielt Wyśmierzyce das Stadtrecht. Während der Dritten Teilung Polens wurde der Ort 1795 Teil Österreichs. 1809 fiel die Stadt an das neu gebildete Herzogtums Warschau und ging 1815 mit der Entstehung Kongresspolens an dieses über. 1870 verlor Wyśmierzyce das Stadtrecht. 1922 wurde dem Ort das Stadtrecht wieder verliehen.
Bei einer Verwaltungsreform wurde Wyśmierzyce 1975 Teil der neu gebildeten Woiwodschaft Radom und bei einer erneuten Reform ab 1999 Teil der Woiwodschaft Masowien.

## Gemeinde
Zur Stadt-und-Land-Gemeinde (gmina miejsko-wiejska) Wyśmierzyce gehören die Stadt selbst und 12 Dörfer mit Schulzenämtern.

## Bauwerk
- Kirche, errichtet 1856–1868.